# Ying Gao
Ying Gao est une styliste et professeure québécoise née en Suisse en 1973.

## Biographie
Née en Suisse, elle passe son enfance en Chine, puis son adolescence en Suisse où elle entame ses études en stylisme de mode à la Haute École d'art et de design Genève. Elle s'installe à Montréal en 1993, ville où elle étudie le design de mode. 
Elle enseigne à l'École supérieure de mode de l'Université du Québec à Montréal depuis 2003 et a été la responsable de filière Design Mode, Accessoires & Bijou à la HEAD–Genève.
Lauréate de la bourse Phyllis-Lambert Design Montréal, Ying Gao remet en question la notion de vêtement en alliant  le design de mode, le design industriel et les médias interactifs.

## Œuvre
L’innovation dans ses travaux est qu’elle exploite la matière en lui permettant de se transformer, telle une réelle prouesse technologique oscillant entre mouvement et inertie.
Ainsi, certains de ses vêtements métamorphiques sont déclenchées par le regard d'un spectateur, utilisant la technologie de suivi des yeux.
Ses créations Flowing Water, Standing Time sont fabriquées à partir de matériaux non conventionnel comme le silicone et le verre ce qui donne aux œuvres un effet « liquide et caméléon » de formes et de couleurs en constante évolution. De plus, ses créations réagissent avec leur environnement.

## Expositions
- 2016 : Fiction et Science. Joyce Gallery Palais Royal. Paris, France.
- 2014 : Fashioning the intangible: the conceptual clothing of Ying Gao. Textile Museum of Canada. Toronto, Canada.
- 2013 : L'intangible en tant que matière, la mode de Ying Gao. Centre de design de l'UQAM. Montréal, Canada.
- 2011 : Ying Gao : art, mode et technologie. Musée national des beaux-arts du Québec, Canada.
- 2009 : Five ways to tell a story about fashion by Ying Gao. Kunst und neue medien. Bâle, Suisse.
- 2007 : Walking City et Indice de l’indifférence. Galerie Diagonale. Montréal, Canada

## Filmographie
- 2022 : V F C[9], produit par C.S. Roy et Stephanie Morissette
- 2012 : The Capsule (en), dirigé par Athina Rachel Tsangari

## Honneurs
- Lauréate 2009 de la Bourse Phyllis-Lambert Design Montréal[10].